# Cyrtandra victoriae
Cyrtandra victoriae är en tvåhjärtbladig växtart som beskrevs av John Wynn Gillespie. Cyrtandra victoriae ingår i släktet Cyrtandra och familjen Gesneriaceae. Inga underarter finns listade i Catalogue of Life.